# بانک اسپرم
 بانک اسپرم موسسه یا سازمانی است که اقدام به جمع آوری و نگهداری اسپرم انسان از اهداکنندگان نموده و آن را در اختیار زنانی که به هر دلیل برای بارداری نیاز به آن دارد، قرار می‌دهد. به این اسپرم اسپرم اهدایی و به فرایند انتقال آن به رحم یک زن لقاح مصنوعی گفته می‌شود.
از نظر پزشکی تفاوتی میان بارداری از طریق اسپرم اهدایی و بارداری طبیعی که از انتقال اسپرم شریک جنسی به رحم زن یا مقاربت جنسی ایجاد می‌شود، وجود ندارد. برخی از بانکهای اسپرم به منظور فراهم آوردن امکان بارداری برای زنان مجرد یا زنان لزبین تأسیس شده‌اند.

## در بریتانیا
بریتانیا در اوت ۲۰۱۴ از راه‌اندازی بانک ملی اسپرم در این کشور خبر داد. انتظار می‌رود که زنان مجرد و زوج‌های زن همجنس‌گرا بیش از دیگران از خدمات این بانک ملی اسپرم بهره‌مند شوند. این بانک اسپرم در کلینیک ویژه زنان در شهر بیرمنگام مستقر شده‌است. تمامی متقاضیان اعم از بیمه‌شدگان خصوصی و دولتی و نیز "تمامی قومیت‌ها در بریتانیا، زوج‌های همجنس‌گرا و نیز زنان مجرد" می‌توانند از خدمات این بانک اسپرم بهره ببرند. استفاده از خدمات این بانک ۳۷۰ یورو (نزدیک به ۳۰۰ پوند) هزینه دارد.